# Squalidae
Squalidae é uma família de tubarões. Os dentes das mandíbulas superior e inferior possuem dimensões semelhantes. O pedúnculo caudal apresenta quilhas laterais. Não possuem barbatana caudal.

## lista de géneros
- género Cirrhigaleus Tanaka, 1912
  - Cirrhigaleus asper (Merrett, 1973).
  - Cirrhigaleus barbifer Tanaka, 1912
- género Squalus Linnaeus, 1758
  - Squalus acanthias Linnaeus, 1758
  - Squalus blainville (Risso, 1827)
  - Squalus brevirostris Tanaka, 1917.
  - Squalus cubensis Howell Rivero, 1936.
  - Squalus japonicus Ishikawa, 1908.
  - Squalus megalops (Macleay, 1881).
  - Squalus melanurus Fourmanoir & Rivaton, 1979.
  - Squalus mitsukurii Jordan & Snyder in Jordan & Fowler, 1903.
  - Squalus probatovi Myagkov & Kondyurin, 1986.
  - Squalus rancureli Fourmanoir & Rivaton, 1979.